# Whitea alticeps
Whitea alticeps är en insektsart som beskrevs av Marius Descamps 1977. Whitea alticeps ingår i släktet Whitea och familjen Thericleidae. Inga underarter finns listade i Catalogue of Life.